# Wólka Żabna
Wólka Żabna – wieś w Polsce położona w województwie świętokrzyskim, w powiecie staszowskim, w gminie Staszów.
W latach 1975–1998 miejscowość administracyjnie należała do województwa tarnobrzeskiego.

## Dawne części wsi – obiekty fizjograficzne
W latach 70. XX wieku przyporządkowano i opracowano spis lokalnych części integralnych dla Wólki Żabnej zawarty w tabeli 1.

| Nazwa wsi – miasta   | Nazwy części wsi – miasta | Nazwy obiektów fizjograficznych – charakter obiektu |
| -------------------- | ------------------------- | --- |
| I. Gromada KUROZWĘKI |                           | |
| 1. Ponik             | —                         | 1. Grobla — pastwisko 2. Kosowa Szyja — łąka, pole 3. Morgówki — pole 4. Placowe — pole 5. Przed Żabnem — pole 6. Smugi — jezioro 7. Widanka — pole 8. Żabno — jezioro |